# ホンダ・R&P
R&P（アール アンド ピー）は、かつて本田技研工業が製造販売していた原動機付自転車である。

## 概要
走行機能だけでなく創造する喜びをプラスしたデザインスペースと行動範囲を拡げる積載機能を拡充したレジャーバイクとして開発された。1977年4月5日発表、同月6日に発売。。

## 車両解説

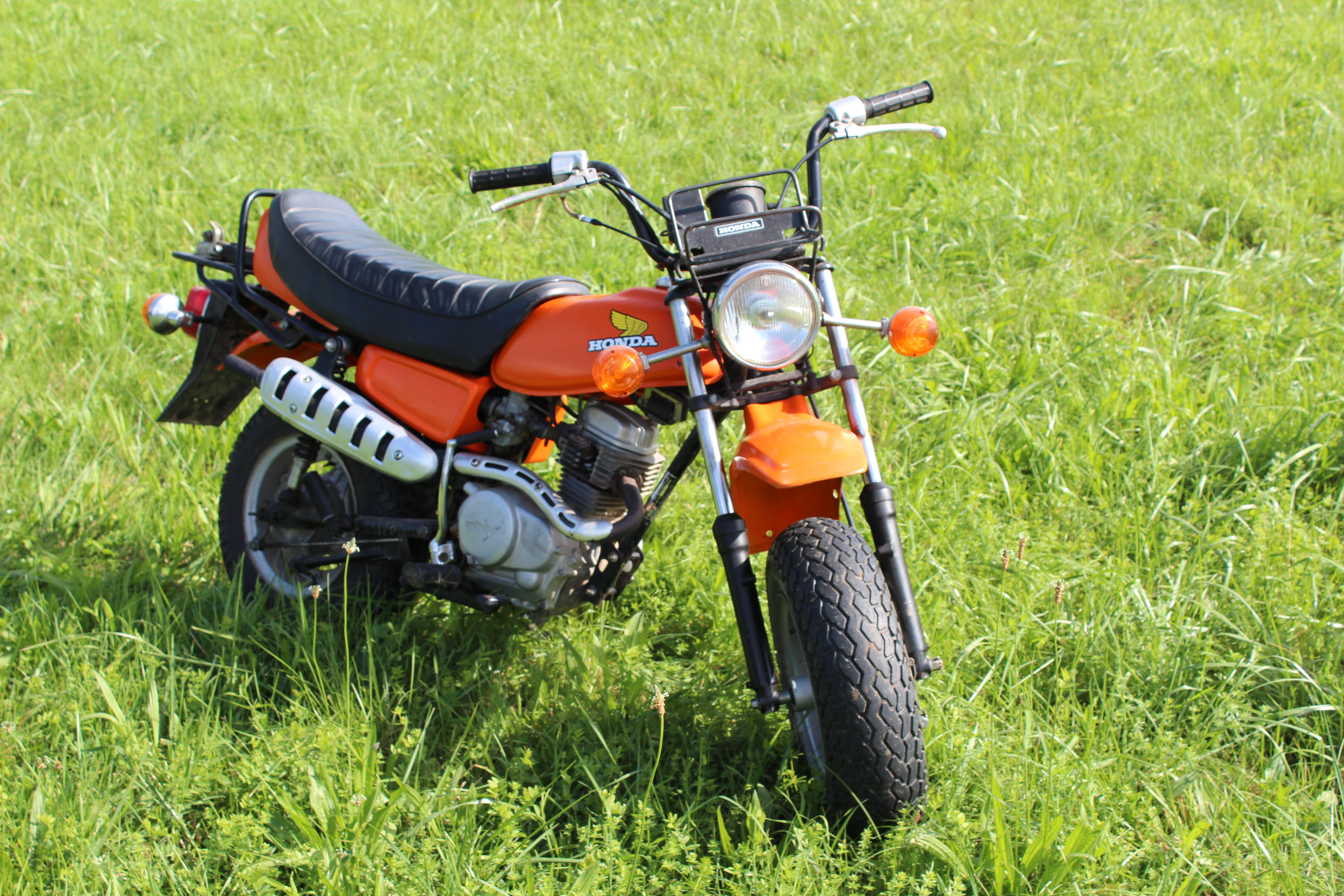
R&P輸出仕様車
タンデムステップに注意

型式名CY50。パーツリスト上での機種名はCY50J。同じ型式名を有するノーティダックスとは姉妹車の関係に当たる。車名のR&PはRide & Playの略で「乗って楽しみ 創造するこころ」を意味する。
フレームは鋼管ダイヤモンド型。エンジンは空冷4ストローク2バルブSOHC単気筒エンジン。タイヤは前後ともブリヂストン・レクタングルREのリム径10インチ・幅4.5インチ。アップマフラーはベースとなったノーティダックスからキャリーオーバーである。
- エンジンは内径x行程42.0×35.6（mm）でシリンダーを水平から前傾12°とした通称「縦系[注 1]」と呼称されるものである。本来は1971年にCB50用として高回転高出力指向で開発されたが、本モデルへの搭載に際し特性をトップパワーより扱いやすさを重視して中低速トルクを太くするチューニングが施された[注 2]。

組み合わされるマニュアルトランスミッションは、ノーティダックスの4速から5速へと変更された。
サスペンションは前輪がテレスコピック、後輪はスイングアームであるが50ccクラスでは珍しい5段階プリロード調整機能を装備する。
車体面ではオーナー自身の手でモディファイを加えることが前提とされ、ステッカー・エンブレムの類はイエロー・ブルーのデザインステッカーとシート2枚を付属させる形が採用された。
また本格的なレジャーバイクという観点から、積載機能の充実を図り大型キャリアを標準装備としたほか、シート高は乗りやすさを前面に押し出したことから690mmとされた。

### 遍歴
1977年4月5日発表 同月6日発売
標準現金価格\128,000 日本国内販売目標4,000台/月
1980年2月21日発表 同年3月1日発売
以下のマイナーチェンジを実施
- デザイン一部変更とマッドガードを標準装備化
- 54年騒音規制適合のためエンジン性能を変更
- 標準現金価格\145,000 日本国内販売目標7,000台/年

1981年2月
カラーリング変更によるマイナーチェンジ
1983年
生産中止

## 諸元
| 車名               | R&P                                         | R&P                                         |
| モデルイヤー       | 1977                                        | 1980                                        |
| 型式               | CY50                                        | CY50                                        |
| 全長（m）          | 1.715                                       | 1.715                                       |
| 全幅（m）          | 0.760                                       | 0.760                                       |
| 全幅（m）          | 0.985                                       | 0.985                                       |
| 最低地上高（m）    | 0.150                                       | 0.150                                       |
| ホイールベース     | 1.120（m）                                  | 1.120（m）                                  |
| 車両重量（kg）     | 85                                          | 85                                          |
| 30㎞/h定地走行燃費 | 75km/L                                      | 75km/L                                      |
| 最低回転半径（m）  | 1.8                                         | 1.8                                         |
| エンジン型式       | 空冷4ストローク2バルブSOHC単気筒            | 空冷4ストローク2バルブSOHC単気筒            |
| 総排気量           | 49cc                                        | 49cc                                        |
| 内径x行程（mm）    | 42.0x35.6                                   | 42.0x35.6                                   |
| 圧縮比             | 9.5                                         | 9.5                                         |
| 最高出力           | 4.3ps/9,000rpm                              | 4.1ps/9,000rpm                              |
| 最大トルク         | 0.37kg-m/7,000rpm                           | 0.36kg-m/7,000rpm                           |
| 始動方式           | プライマリーキック                          | プライマリーキック                          |
| 潤滑方式           | 圧送式飛沫式併用                            | 圧送式飛沫式併用                            |
| 潤滑油容量         | 0.9L                                        | 0.9L                                        |
| 燃料タンク容量     | 6.0L                                        | 6.0L                                        |
| クラッチ           | 湿式多板コイルスプリング                    | 湿式多板コイルスプリング                    |
| 変速方式           | 左足動式リターン                            | 左足動式リターン                            |
| 変速機             | 常時噛合5段                                 | 常時噛合5段                                 |
| 1速                | 3.083                                       | 3.083                                       |
| 2速                | 1.882                                       | 1.882                                       |
| 3速                | 1.400                                       | 1.400                                       |
| 4速                | 1.130                                       | 1.130                                       |
| 5速                | 0.960                                       | 0.960                                       |
| 1次減速比          | 4.437                                       | 4.437                                       |
| 最終減速比         | 3.071                                       | 3.071                                       |
| フレーム形式       | ダイヤモンド式                              | ダイヤモンド式                              |
| サスペンション     | テレスコッピック（前）/スイングアーム（後） | テレスコッピック（前）/スイングアーム（後） |
| キャスター         | 26.5°                                       | 26.5°                                       |
| トレール           | 49.0mm                                      | 49.0mm                                      |
| タイヤ（前後）     | 5.40-10-4PR                                 | 5.40-10-4PR                                 |
| ブレーキ（前）     | ワイヤ式ドラム                              | ワイヤ式ドラム                              |
| ブレーキ（後）     | ロッド式ドラム                              | ロッド式ドラム                              |
| 標準現金価格       | \128,000                                    | \145,000                                    |
| ------------------ | ------------------------------------------- | ------------------------------------------- |